# 군산동산중학교
군산동산중학교 (群山東山中學校)는 대한민국 전북특별자치도 군산시 지곡동에 있는 공립 중학교이다.

## 학교 연혁
- 2001년 11월 5일 : 군산동산중학교 설립인가(18학급)
- 2005년 3월 1일 : 초대 김일곤 교장 부임
- 2005년 3월 2일 : 개교 및 입학식(214명)
- 2022년 9월 1일 : 제8대 김화봉 교장 취임

## 참고 자료
- 군산동산중학교 - 한국교육학술정보원 학교알리미